# Les Indifférents
Pour les articles homonymes, voir Gli indifferenti.
Les Indifférents (en italien Gli indifferenti) est le premier roman d'Alberto Moravia, écrit dans son adolescence entre 1924 et 1925, et publié en 1929 aux éditions Alpes. Sa traduction en français paraît en 1931 aux éditions Rieder.

## Résumé
Les Indifférents est un portrait psychologique d'une mère et de ses deux enfants appartenant à la classe moyenne. La majeure partie de l'action se déroule sur deux jours. Leo, l'amant de Mariagrazia, est très attiré par la fille de celle-ci, Carla. Le jour suivant Carla décide qu'elle doit coucher avec Leo dès le lendemain, le jour de ses vingt-quatre ans, pour entamer une « nouvelle vie ».
Les deux enfants de cette femme imbue d'elle-même se retrouvent laissés à eux-mêmes, indifférents à tout, ils ne savent pas trouver le ton juste, Michele (le garçon) tente désespérément de se faire l'homme de la maison, il se trouve lui-même pitoyable face à Leo. Carla, quant à elle, n'en peut plus de sa vie, le jour où Leo commence à lui faire des avances, elle lui cède presque, cela contrasterait avec sa vie actuelle. Ils se retrouvent tous les deux dans des situations absurdes, Michele finit par avoir une relation amoureuse avec la meilleure amie de Mariagrazia, qui est l'ex-maitresse de Leo. Malgré son dégoût apparent pour ses propres actions, il continue son aventure avec une femme d'un certain âge. Pour sa part, Carla se retrouve dans une situation plutôt étrange, presque une relation incestueuse puisque Leo se plaît à la considérer comme sa fille. Elle est à la fois dégoûtée par son attitude et sa situation mais considère qu'elle est déjà plus plaisante qu'avant. Pour sa part, Mariagrazia se fait tromper par son amant, elle qui est si jalouse ne se doute pas d'une seconde que Leo peut en avoir après sa fille. Elle soupçonne son amie de vouloir rattraper Leo...

## Accueil
La première édition du livre s'est vendue en quelques semaines[réf. nécessaire]. Une traduction en anglais du roman est publiée aux États-Unis dès 1935 sous le titre The Indifferent Ones.

## Adaptations
- 1964 : Les Deux Rivales, film franco-italien réalisé par Francesco Maselli avec Claudia Cardinale, Rod Steiger et Shelley Winters
- 2020 : Gli indifferenti, film franco-italien réalisé par Leonardo Guerra Seràgnoli avec Valeria Bruni Tedeschi, Edoardo Pesce et Vincenzo Crea